# Masako Katagami-Theis
Masako Katagami-Theis (japanisch 片上-タイス雅子 Katagami Taisu Masako, * 16. August 1948) ist eine japanische Unternehmerin sowie Eigentümerin von Altenwohnheimen und Pflegeeinrichtungen in Deutschland.

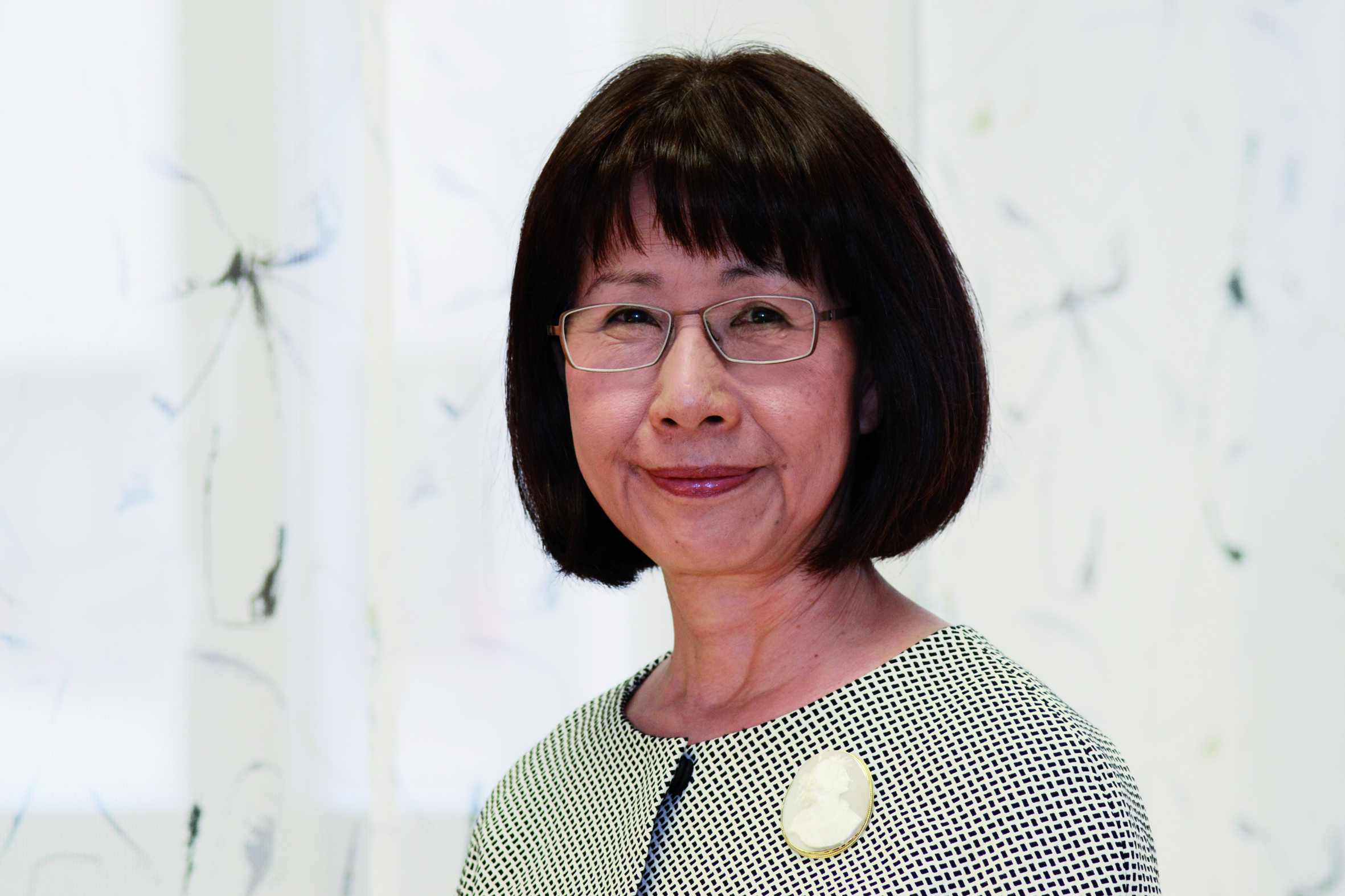
Masako Katagami-Theis, Januar 2015 in Berlin

## Leben
Masako Katagami-Theis gründete 1997 gemeinsam mit ihrem Ehemann Adolf Theis die BPT GmbH, eine „Beratungs- und Planungsgesellschaft für Kliniken, Senioren- und Kureinrichtungen“. Sie wählte als Firmenlogo zwei Blätter eines Ginkgobaums aus ihrer japanischen Heimat – ein Symbol der Beständigkeit, Zähigkeit und Aufrichtigkeit. Die ProCurand AG, ursprünglich als Tochter der BPT Beratungs- und Planungs-GmbH gegründet, war zunächst eine Sanierungsgesellschaft. Das Unternehmen entstand 1999 auf der Grundlage langjähriger Erfahrungen im Gesundheitswesen und ist heute als Betreiber und Eigentümer von Senioreneinrichtungen ebenso tätig wie als Dienstleister für Betriebsgesellschaften im Sozial- und Gesundheitswesen. Im Bundesland Brandenburg ist die ProCurand binnen fünf Jahren seit ihrer Gründung zum größten privaten Träger von Senioreneinrichtungen geworden. Die gemeinnützige ProCurand GmbH führt inzwischen 24 Seniorenresidenzen in den Bundesländern Berlin, Brandenburg, Sachsen-Anhalt, Bayern und Baden-Württemberg. Zu der gemeinnützige ProCurand GmbH gehören die zwei weiteren Gesellschaften, die Gemeinnützige Biloba GmbH (Ambulanter Pflegedienst) und die R+Z-Servicegesellschaft mbH (Einkauf, Reinigung & Catering) zu.

## Veröffentlichungen
- Masako Katagami-Theis: Reformer im Spannungsfeld der Geschichte. Festschrift für Adolf Theis zum 70ten Geburtstag. Theis, Berlin 2003, ISBN 3-933846-16-1.